# سیکورسکی سی‌اچ-۵۴ تارهه
سیکورسکی سی‌اچ-۵۴ تارهه (به انگلیسی: Sikorsky CH-54 Tarhe) یک بالگرد ساختِ کارخانهٔ سیکورسکی در کشور ایالات متحده آمریکا است. نخستین استفاده‌کنندهٔ این بالگرد نیروی زمینی ایالات متحده آمریکا بوده‌است. این بالگرد برای نخستین بار در ۹ مه ۱۹۶۲ میلادی مورد استفاده قرار گرفت.